# Semenre
Semenre o Smenre o Semenenre fou un faraó egipci de la dinastia XVI, que va governar a Tebes. Se suposa que era fill de Sewadjenre Nebiryraw I
Va succeir a Nebiryraw II, segons l'ordre en què són esmentats al Papir de Torí. Segons aquest va regnar 1 any (vers 1600 aC) i el va succeir Sewoserenre Bebiankh, probablement el seu germà. Es desconeix on és enterrat.
Hi ha constància d'aquest faraó només pel Papir de Torí i per una destral avui a Londres.